# Corythornis
Corythornis là một chi chim trong họ Alcedinidae. Chi này là nhóm chị em với chi Ispidina.

## Các loài
Chi này hiện tại được công nhận gồm 4 loài:
- Bói cá bé Madagascar (Corythornis madagascariensis)
- Bói cá bụng trắng (Corythornis leucogaster)
- Bồng chanh lục (Corythornis cristatus)  - loài điển hình.
- Bồng chanh lục Madagascar (Corythornis vintsioides)

## Phát sinh chủng loài
Cây phát sinh chủng loài vẽ theo Andersen et al. (2017).